# マスバテニョ語
マスバテニョ語（マスバテニョご、マスバテニョ語: Masbatenyo、英: Masbateño language）はオーストロネシア語族に属する言語である。話者は主にフィリピンのマスバテ州に居住するマスバテ族の人々である。その話者数は60万人以上である。言語学的な分類ではヒリガイノン語と近い関係にある。

## 言語名別称
- Masbatenyo
- Minasbate
- マスバテ語

## 音韻論

### 子音
p, t, k, b, d, g, m, n, ng, s, h, w, l, r, y

### 母音
i, a, u/o